# Afonso Dhlakama
Afonso Marceta Macacho Dhlakama, född 1 januari 1953, död 3 maj 2018, var en ledande oppositionspolitiker i Moçambique.
Dhlakama deltog på gerillarörelsen RENAMO:s sida i det inbördeskrig som startade 1977, två år efter Moçambiques självständighet. När RENAMO:s grundare André Matsangaissa 1979 dödades av regeringsstyrkor tog Dhlakama ledningen över RENAMO, efter en våldsam intern maktkamp i vilken Dhlakamas utmanare Orlando Cristina dödades.
Den 4 oktober 1992 undertecknade Dhlakama en fredsöverkommelse med regeringen, enligt vilken RENAMO omvandlades till ett lagligt parti. Dhlakama var sedan partiledare för RENAMO och dess presidentkandidat i samtliga de presidentval som hållits.
1994 och 1999 besegrades han av FRELIMO:s presidentkandidat Joaquim Chissano. I det sistnämnda valet fick Dhlakama 47,7% av rösterna. 
2004 och 2009 var Dhlakama den främste utmanaren till landets nuvarande president Armando Guebuza.